# Adam Wakeman

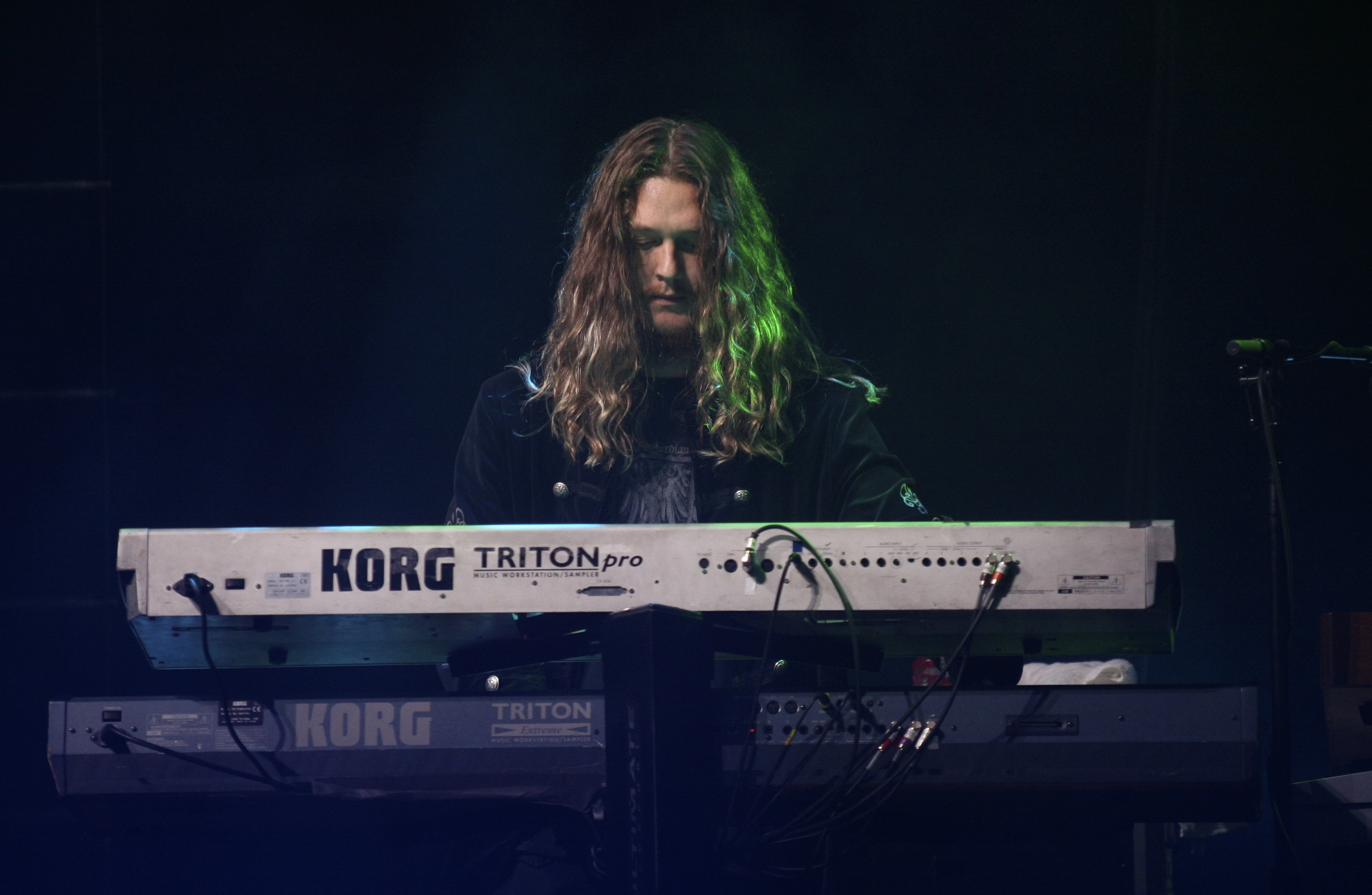
Adam Wakeman in 2008

Adam Wakeman (Windsor, 11 maart 1974) is een Brits pianist en bespeler van allerlei toetsinstrumenten.
Hij is zoon van toetsenist Rick Wakeman, die jarenlang in Strawbs en Yes heeft gespeeld. Broer Oliver Wakeman bespeelt ook toetsinstrumenten.
Adam begon al op jonge leeftijd piano te spelen en kreeg een hele lijst muzikale voorbeelden mee, uiteraard zijn vader maar ook toetsenisten als Dr. John, Monty Alexander, Jordan Rudess ( Dream Theater) en Mark Kelly (Marillion). Men name diens solo in Incommunicado inspireerde hem om te oefenen. Wanneer hij zeventien is, doet hij examen bij ABRSM (Associated Board of the Royal Schools of Music). Zijn eerste plaatopname vond plaats zijn vader voor het album Wakeman with Wakeman, waarbij de twee ook samen concerten met koor en rockband/orkest) geven. Adam werd vervolgens studiomuzikant. In de jaren negentig vormde hij met Fraser Thorneycroft-Smith de band Jeronimo Road, dat (alweer postuum) Live at the Orange op haar naam heeft staan. In 2000 en 2001 was Adam Wakeman werkzaam bij Strawbs, waar zijn vader ook in gespeeld had, maar dan dertig jaar eerder. 
In 2006 kwam er een nieuwe band, genaamd Headspace met als zanger Damian Wilson. Onder de bandnaam en als combinatie Wakeman/Wilson volgde een aantal uitgaven. De band speelde progressieve rock. De band speelde in voorprogramma’s van Ozzy Osbourne, waar Wakeman ook bij speelt; optredens worden begeleid door de uitgave van ep I am (2007). Hun debuutalbum volgt pas in 2012: I am anonymous werd uitgebracht door InsideOut Music, gespecialiseerd in progressieve rock. Ondertussen gingen optredens met Rick en af en toe Oliver gewoon door. Ook bleef hij bij Osbourne spelen. In die jaren nam Adam Wakeman veel muziek op die kon dienen als achtergrond bij documentaires, televisiefilms etc, zogenaamde library Music. 
Vanaf 2011 is hij enige tijd op de radio te horen (Total Rock Radio vanuit Londen) waarbij hij tevens muziek ten gehore brengt (beste rock, metal en progummers uit de laatste 30 jaar). In datzelfde jaar werd Snakecharmer opgericht, een nieuwe band met in de gelederen Micky Moody en Neil Murray (uit Whitesnake), Laurie Wisefield (Wishbone Ash), Harry James (Thunder en Magnum) en Chris Ousey (Heartland). Het heeft een kortstondig leven, want in 2012 en 2015 was hij weer te vinden bij Strawbs. In 2020 trad hij op met Martin Barre. In dat jaar volgt ook het album Jazz Sabbath, dat jazz-versies speelt van nummers van Black Sabbath, maar waarvan Adam Wakeman onder pseudoniem van Milton Keynes beweert dat hij ze geschreven heeft.
Adam Wakeman werd als studiomuzikant ingehuurd door onder meer Annie Lennox, Travis, A Company of Snakes, Victoria Beckham en Atomic Kitten.

## Discografie
- 1993: Wakeman with Wakeman (met vader)
- 1993: Soliloquy
- 1993: No Expense Spared
- 1995: Romance of the Victorian Age (met vader)
- 1995: 100 Years Overtime
  - Musici: Adam Wakeman (toetsen, zang, achtergrondzang, akoestische gitaar, drumcomputer) John Lovell: (elektrisch gitaar, achtergrondzang), Chris Wortley (trompet track 4, 5 en 10), Dr. Doom (slidegitaar, 4), Richard Grossman (didgeridoo 4)
  - opnamen: Felmersham Hall Studios; Bajonor Studios: tussen juli en september 1994, mastered Abbey Road Studios; President Records RWCD26
  - tracks, alle geschreven (tekst en muziek) Adam Wakeman: 1: See what you see (3:28), 2: Too late to cry (4:47), 3: Take my hand (3:36), 4: 100 years overtime (6:45), 5: Hol don (5:15), 6: Here with me (7:00), 8: Too long dead (4:17), 9: Only me missing (4:11), 10: Someone (5:33), 11: Sound of a broken heart (litte sisiter)(3:48), 12: Lonely heart tonight (5:04).
- 1996: Tapestries (met vader)
- 1997: Real World Trilogy
  - een verzameling new-agemuziek opgenomen in de Felmersham Hall Studios, Bedfordshire en Bajonor Studios, Isle of Man en verdeeld over drie thema’s:
    - CD1: "Innocent world": 1: Lonely wind cries (6:05), 2: First dawn (5:38), 3: Passing rain (5:54), 4: Innocent world (4:549), 5: Reflections on a river (6:15), 6: A dying earth (5:20), 7: Where eagles fly (4:47), 8: Morning light (4:36), 9: Endless sea (7:17), 10: As the planets move (5:01), 11: Mountain air (5:17)
    - CD2: "Fragile world": 1: Nightfall, (5:33) 2: Ice (6:18), 3: Springtime (5:48), 4: Silent pastures (4:51), 5: Voices (6:37), 6: Waiting for the sun (5:43), 7: This beautiful place (5:14), 8: The hunted (5:53), 9: Endangered World (6:18), 10: Barren land (8:02)
    - CD3: "Tranquil world": 1: Wild horses run (6:27), 2: Clear skies (4:34), 3: Forever (6:55), 4: As the trees fall (6:38), 5: Atlantis (5:25), 6: Lost valley (5:45), 7: Forgotten World (5:53), 8: As winter comes (6:08), 9: Echoes (5:30), 10: Night skies (7:16), 11: Waiting (3:47)
- 2003: Neurasthenia
  - opnamen: ATT studios in Stamford (Lincolnshire); uitgebracht op ATT Recordings
  - musici; Adam Wakeman (ZANG, toetsen, GITAAR), Richard Brook (drums, percussiE), Steve Davis (baSgitaar) met Jo Knight (achtergrondzang tracks 1, 3, 9, 10) wen Reg Chapman (saxofoon, track 7)
  - Tracks: 1: Lean on me (4:08), 2: Paranoid love song (4:01), 3: Broken biscuits (5:31), 4: Free ride (5:01), 5: Error 400 (mistake) (6:19), 6: Sacred (5:55), 7: 180 daze (6:17), 8: In too deep (5:26), 9: Speak (5:47), 10: Out of my hands (3:59), 11: Faded (3:59), 12: Shine (4:16), 13: My poison (7:07)
- 2012: Headspace - I Am Anonymous
- 2019: Stripped (met Damian Wilson)

### Wonderous, a tribute to Yes
Onder de titels Wonderous, a tribute to Yes (Delta Music, 2001) en The revealing songs of Yes (Voiceprint, 2001) gaf Adam Wakeman en zijn band een coveralbum uit met nummers van Yes:
- Band: Adam Wakeman (toetsen), Lee Pomeroy (basgitaar), Ant Glynn (gitaar), Richard Brook (drums)
- Tracks (met gasten): 1: Revealing science of god (7:58 met Steve Overland), 2: Long distance roundabout (3:25 met Nikki Squire en Rick Wakeman), 3: America (10:00 met Eddie Hardin en Chrissie Hammond), 4: Roundabout (8:20 met Judie Tzuke), 5: Going for the one (5:21 met Damian Wilson), 6: Owner of a Lonely Heart (4:24 met Steve Overland), 7: And you and I (8:48 met Damian Wilson), 8: Wonderous stories (3:49 met Judie Tzuke en Rick Wakeman) en 9: Awaken (6:11 met Doogie White)
- Opnamen in Hatch Farm Studio, Surrey

- International Standard Name Identifier: 0000 0000 5802 6810
- MusicBrainz: d1930598-76bb-4530-919f-be71649d8dc3
- Virtual International Authority File: 4113154260475624480003